# 2-й Кривий провулок (Житомир)
2-й Кривий провулок — провулок в Богунському районі міста Житомира.

## Характеристики
Розташований на Павликівці. Бере початок з 1-го Кривого провулка. Прямує на південний схід. Завершується глухим кутом неподалік берега річки Тетерів.

## Історія
Траса провулка станом на 1915 рік сформована. Перша назва провулка — 4-й Безназванний. Станом на 1915 рік провулок у передмісті Павликівка.
Забудова провулка почала формуватися з початку ХХ століття. Садибна забудова здебільшого сформувалася до початку Другої світової війни.
На мапах 1941 — 1942 рр. підписаний як Кривий провулок («Krummegasse»). Чинна назва закріплена у 1950-х роках.